# Citroën Saxo
Citroën Saxo (также известен как Citroën Chanson в Японии) — автомобиль класса супермини французской компании Citroën, входящей в концерн PSA Peugeot Citroën. В модельном ряду сменил AX и был заменён на модели C2 и C3. Выпускался с 1996 по 2003 год в двух кузовах: трёхдверный и пятидверный хетчбэк. Модель была успешной — 1,5 миллиона проданных автомобилей. Различные автомобильные издания также оценили Saxo в целом положительно. Модель также принимала участие в автоспорте, с неё началась карьера известного раллийного автогонщика Себастьяна Лёба.

## История

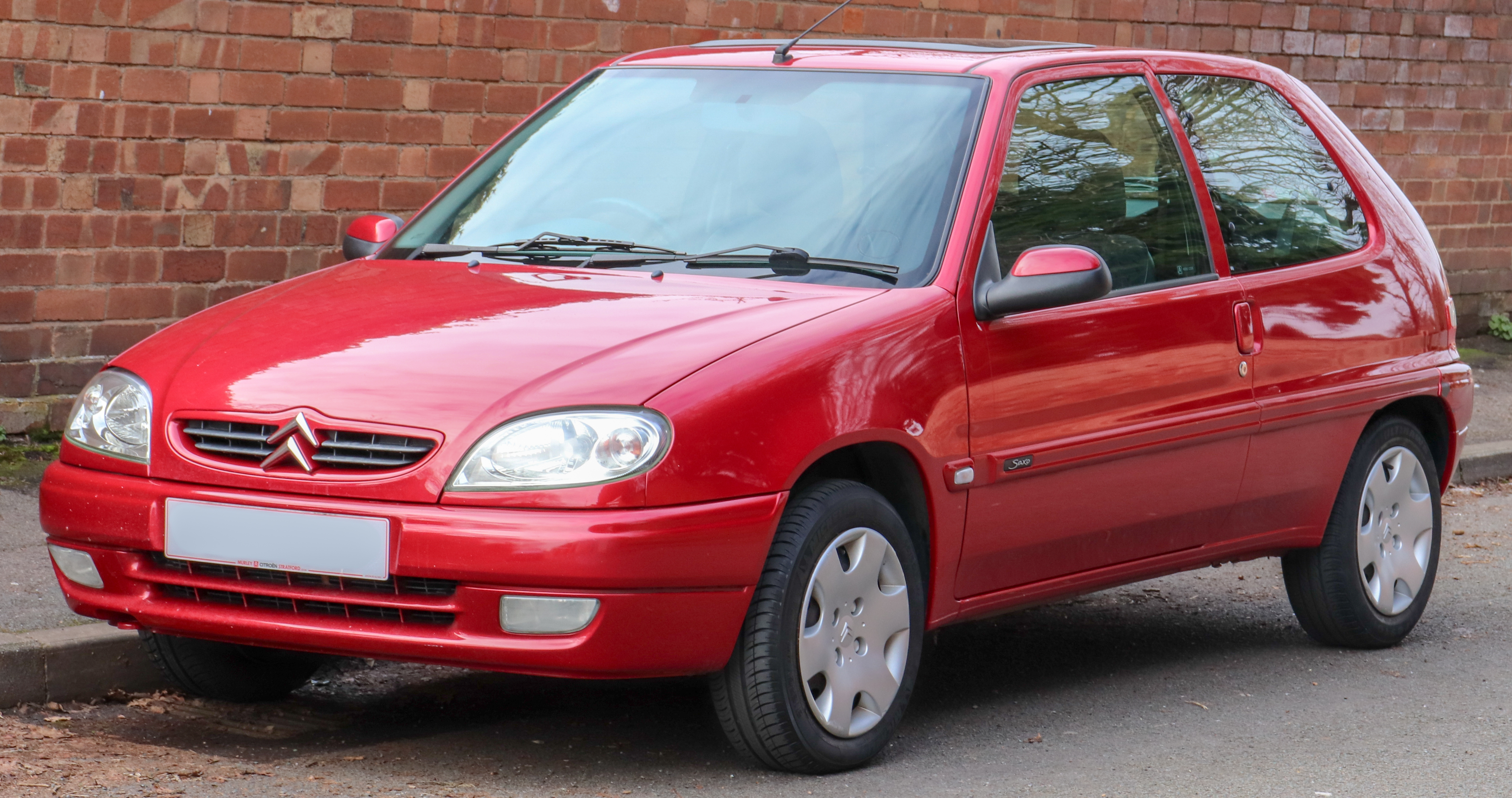
Рестайлинговая модель (1999—2003)

Первые предсерийные образцы Saxo начали проходить испытания в мае 1995 года. Впервые модель была представлена журналистам 17 декабря 1995 года, а официальная презентация состоялась в марте 1996 года на Женевском автосалоне. Продажи во Франции стартовали ещё за несколько недель до премьеры — 29 февраля. Согласно журналу «Авторевю», в разработку хетчбэка было вложено около 3,5 млрд франков, а разработка заняла около 208 недель (4 года). Модель является преемником Citroën AX, который выпускался ещё с 1986 года (до 1998 года модели продавались параллельно). Saxo с технической точки зрения сильно унифицирован с моделью от партнёра по концерну — Peugeot 106, выпускавшейся с 1991 года. Помимо Европы, модель продавалась в Японии, но имела там иное наименование — Citroën Chanson. Связано это было с тем, что японский автопроизводитель Honda уже зарегистрировал бренд «Saxo» в этой стране.
В 1997 году Citroën представил электрическую версию модели под названием Saxo Électrique. Вместе с Citroën электрическую версию хетчбэка представила Peugeot (Peugeot 106 Électrique). Citroën Saxo Electrique оснащён никель-кадмиевым аккумулятором, состоящим из 20 отдельных батарей общей ёмкостью 112 кВт⋅ч. Запас хода электрической версии составляет всего 66 километров.
В течение 1990-х годов модель прошла через два обновления. Первое случилось в конце 1997 года, была слегка изменена решётка радиатора. Более серьёзный рестайлинг случился в сентябре 1999 года. В этот раз кроме решётки радиатора были изменены фары и капот. Модель также получила некоторые улучшения в области пассивной безопасности и новые доступные опции.
В 2002—2003 годах модель была вытеснена с рынков. На смену пятидверному хетчбэку в 2002 году пришёл Citroën C3, а на смену трёхдверному в 2003 году — Citroën C2.

## Дизайн и конструкция
Модель выпускалась в двух модификациях кузова — трёхдверный и пятидверный хетчбэк. Разница между моделями минимальная. Кроме количества дверей, модели отличаются лишь ручками передних дверей: у трёхдверной модели ручка вертикальная и располагается с краю двери, а у пятидверной она имеет классическое положение. Дизайн в целом схож с вышеупомянутым Peugeot 106.

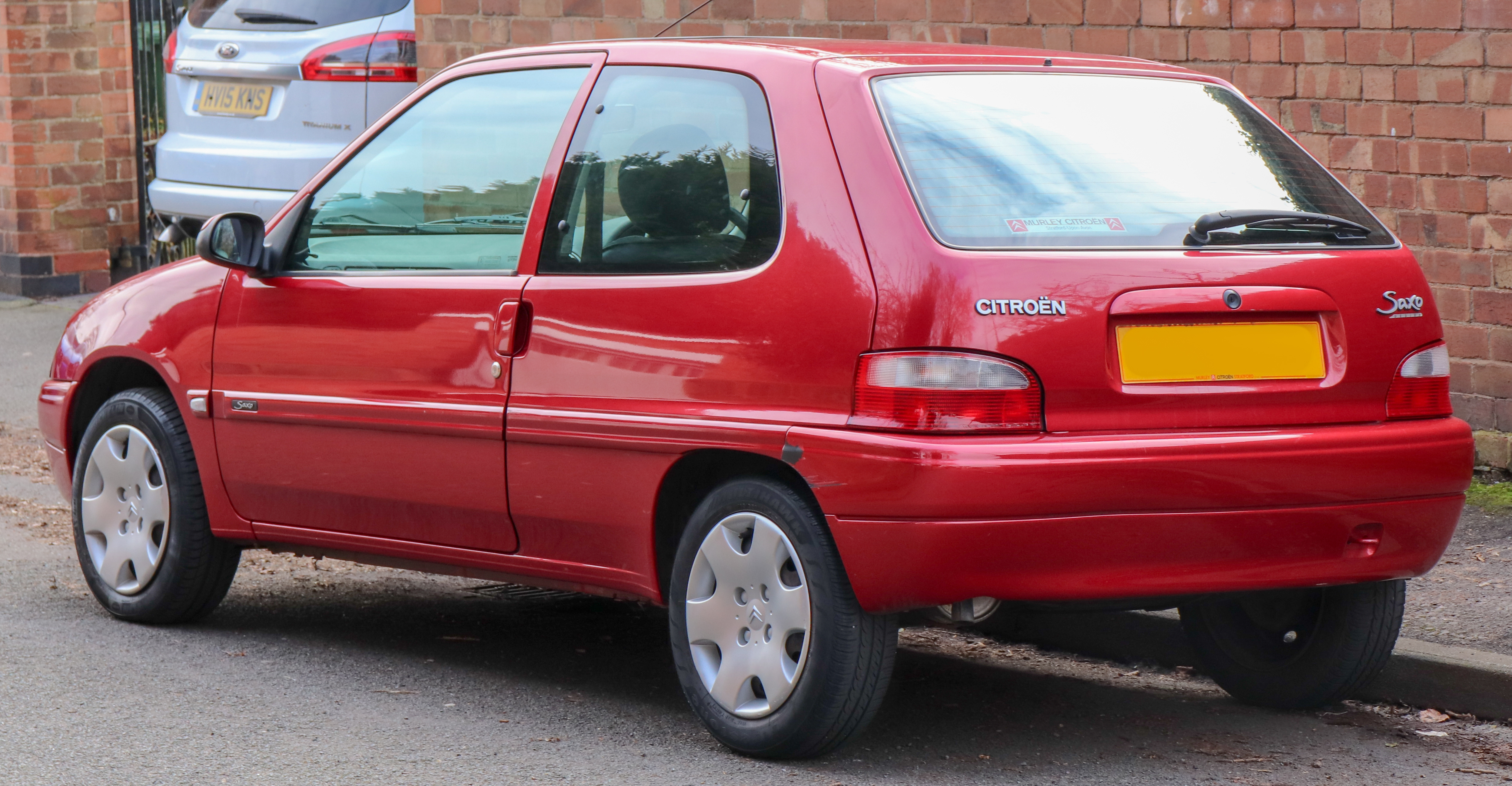
Трёхдверная версия
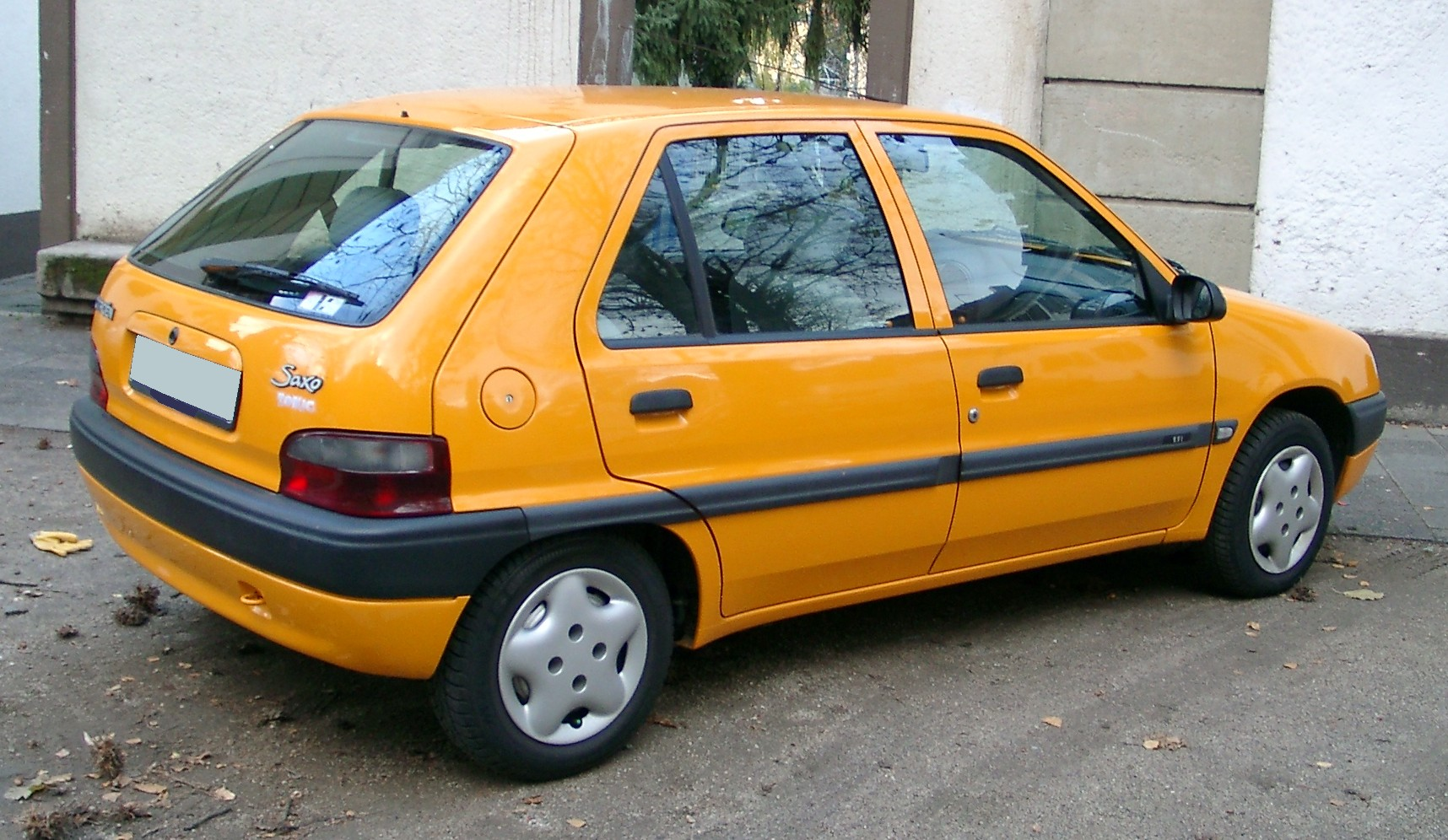
Пятидверная версия
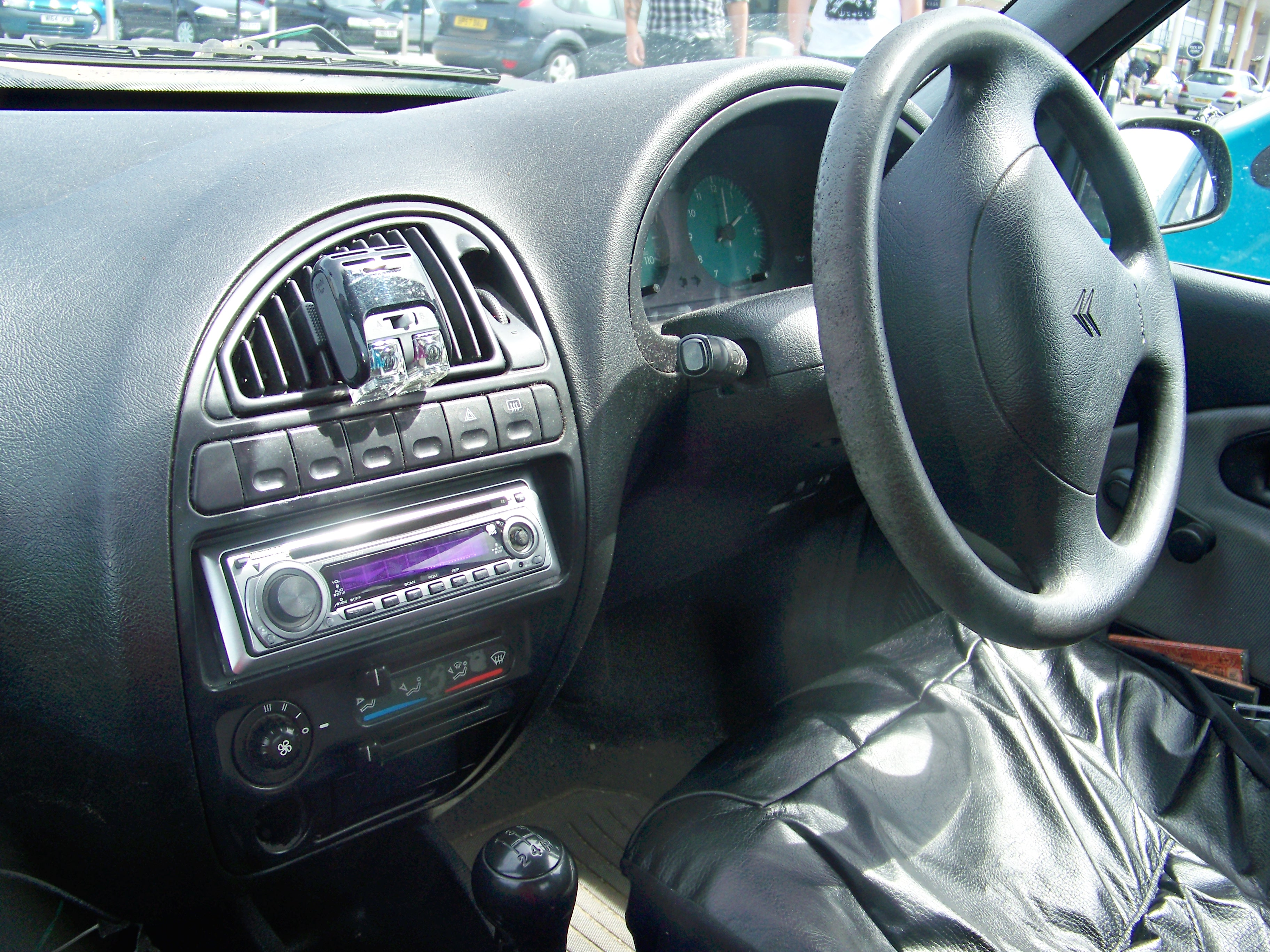
Интерьер

### Комплектации

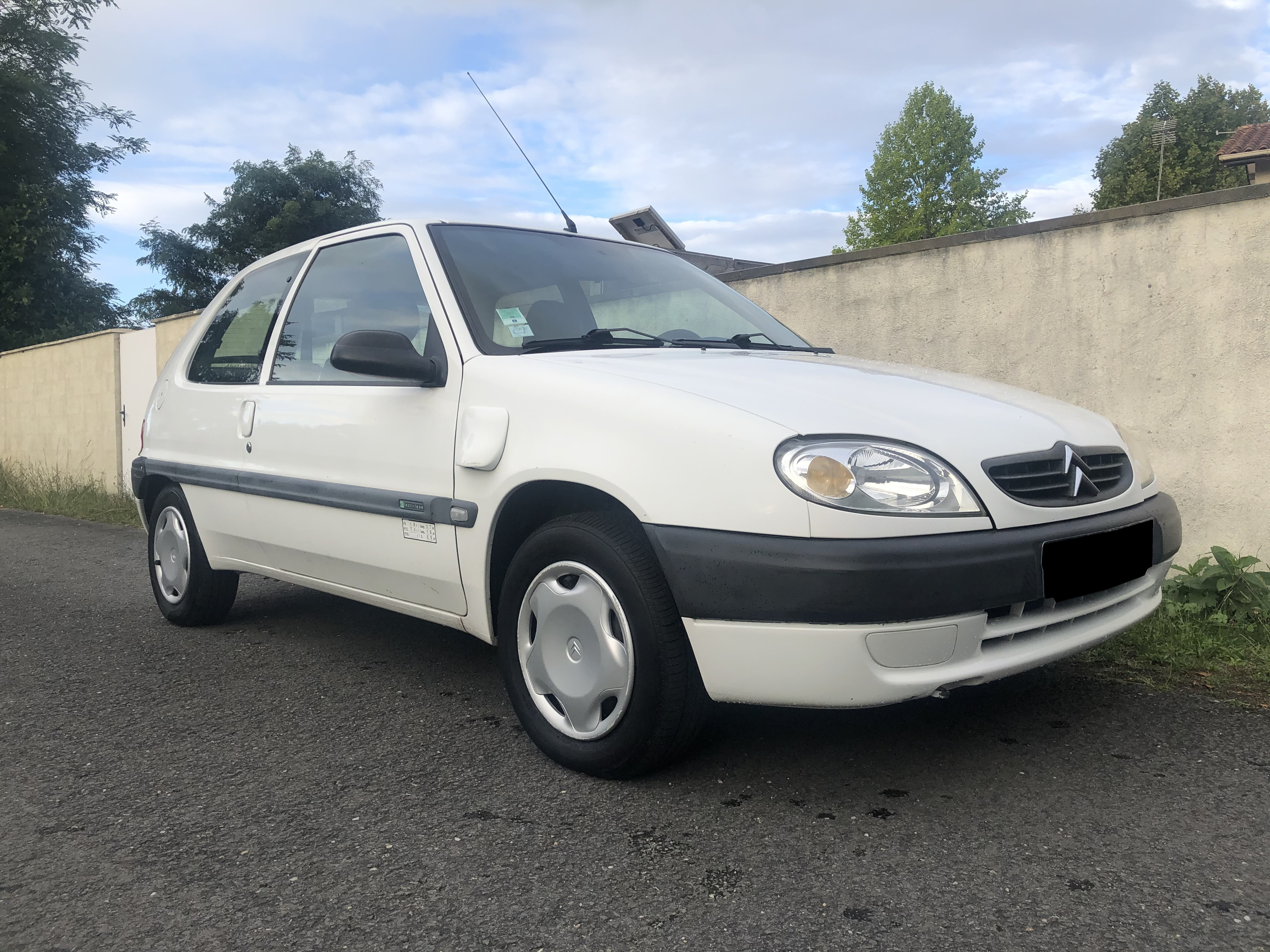
Saxo Électrique - версия с электродвигателем

В Европе автомобиль на старте продаж был доступен в пяти комплектациях: X, SX, Exclusive, VTR (только трёхдверная модель) и VTS (только трёхдверная модель). В базовой комплектации X автомобиль оснащался либо 1,1-литровым бензиновым, либо 1,5-литровым дизельным мотором. В комплектации SX, помимо уже вышеназванных моторов, добавляется вариант с 1,4-литровым бензиновым двигателем в сочетании с механической либо автоматической коробкой передач. Также, начиная с этой комплектации, на автомобиль устанавливается электроусилитель руля. В комплектации Exclusive автомобиль доступен с 1,4 или 1,5-литровыми двигателями в сочетании либо с механической, либо с автоматической КПП. Комплектация VTR является спортивной — она доступна лишь в трёхдверном варианте и на неё ставится 1,6-литровый бензиновый мотор, а бампера и боковые накладки окрашены в цвет кузова. Другая спортивная комплектация, VTS, оснащалась 1,6-литровым 16-клапанным бензиновым мотором — самым мощным среди всех устанавливаемых на модель. Она стала базой для различных раллийных и гоночных модификаций Saxo.

### Технические характеристики
Saxo имеет передний привод. Передняя подвеска — типа McPherson со стабилизатором поперечной устойчивости, задняя — независимая, с поперечной балкой трубчатого сечения, торсионами и гидравлическими амортизаторами. Передние тормоза — дисковые, задние — барабанные (в спортивных модификациях — дисковые). В некоторых комплектациях присутствует ABS. На модель устанавливаются колёсные диски диаметром 13 или 14 дюймов.
Как уже было описано в разделе «Комплектации», модель обладает широкой гаммой двигателей. Открывает выбор литровый (954 см³) бензиновый двигатель мощностью всего 50 л.с (36 кВт) и крутящим моментом 73 Н·м. За ним идёт 1,1-литровый (1124 см³) двигатель мощностью 60 л.с (44 кВт) и крутящим моментом 89 Н·м. Оба двигателя обладают одноточечным впрыском топлива и взяты с модели AX. Третий двигатель — бензиновый, объёмом 1,4 л (1360 см³), мощностью 75 л.с (55 кВт) и крутящим моментом 121 Н·м. Единственный в гамме дизельный двигатель имеет объём 1,5 литра (1527 см³), мощность 57 л.с (42 кВт) и крутящий момент 117 Н·м. Устанавливаемый на модель VTR двигатель объёмом 1,6 литра (1587 см³) имеет мощность 90 л.с (66 кВт) и крутящий момент 135 Н·м. Наконец, самый мощный двигатель, 16-клапанный объёмом 1,6 л, имеет мощность 118 л.с (88 кВт) и крутящий момент 145 Н·м. Коробка передач — либо пятиступенчатая механическая, либо трёхступенчатая автоматическая.

## Безопасность
Автомобиль прошёл краш-тест EuroNCAP в 2000 году. Была протестирована трёхдверная модель в комплектации SX, оборудованная преднатяжителями и ограничителями нагрузок ремней безопасности на передних сидениях, а также подушкой безопасности водителя. Спереди и сзади установлены крепления для детских кресел Isofix. В целом автомобиль показал себя плохо. Во фронтальном краш-тесте рулевое колесо сильно сместилось, в результате чего голова сместилась относительно направления подушки безопасности, что потенциально может привести к травме. Сама подушка также опустилась вниз, из-за чего голова манекена ударилась об руль. Пространство для пассажиров в результате удара сильно сократилось. Нагрузка на грудную клетку водителя и пассажира была очень высокой. Двери, по словам организации, обладали потенциально опасными элементами для ног водителя. Задние пассажиры рисковали получить травмы брюшной полости и позвоночника.
В боковом ударе ситуация не лучше: грудь и рука водителя столкнулись со сместившейся от удара дверью, брюшная полость была задета подлокотником, а таз получил серьёзную нагрузку из-за блока с пенопластом. В целом нагрузка на брюшную полость и таз была невысокой, чего не скажешь о грудной клетке. Ситуация с защитой детей была лучше: кроме нагрузок на шею и голову манекены серьёзных повреждений не получили. При боковом ударе защита также была относительно хорошей, разве что голова трёхлетнего манекена вышла за пределы кресла. Защита пешеходов была средней: бампер плохо защищал ноги как взрослого, так и ребёнка.

## Обзоры и оценки
В 2000 году нидерландское издание «Autozine» тестировало автомобиль в спортивной комплектации VTS. Из плюсов были отмечены мощный двигатель и хорошая подвеска, а из недостатков — слишком лёгкое рулевое управление и довольно простой салон. Другое нидерландское издание, «Autoweek», тестировало автомобиль в базовой комплектации X в 2002 году. Поведение автомобиля при поездке было охарактеризовано как «мягкое и плавное». Было отмечено, что в базовой комплектации, где нет электроусилителя руля, рулевое управление становится довольно тяжёлым. Переключение передач, по словам редакции, также может иногда вызвать трудности, а вот с тормозами проблем обнаружено не было. Сидения были охарактеризованы как весьма удобные. Ещё одним недостатком было отмечено слишком низкое расположение руля и отсутствие возможности его отрегулировать. В целом автомобиль был оценён положительно.

## Отзывные кампании
За 6 лет производства автомобиль прошёл через 3 отзывные кампании. Первая случилась в апреле 1997 года и затронула автомобили, выпущенные до 30 сентября 1996 года. Причина — возможное отсоединение крепления водительского сидения. Вторая случилась в феврале 2000 года из-за возможности потери помощи сервопривода тормозов, она затронула модели Berlingo, Saxo и Xsara, выпущенные с 1 сентября по 31 октября 1999 года. Последний отзыв случился в августе 2001 года и был связан с возможностью снижения эффективности ручного тормоза. Были затронуты автомобили, выпущенные с 1 января по 28 февраля 2001 года.

## Производство и продажи
Всего за время производства было выпущено 1 662 288 автомобилей Citroen Saxo. Модель имела большой успех в Европе — было продано около полутора миллионов автомобилей. В России Saxo официально не продавался, в статистике российского издания «Авторевю» присутствует лишь один проданный автомобиль в 1999 году.
| Страна | Календарный год | Календарный год | Календарный год | Календарный год | Календарный год | Календарный год | Календарный год | Календарный год | Итого     |
| Страна | 1997            | 1998            | 1999            | 2000            | 2001            | 2002            | 2003            | 2004            | Итого     |
| ------ | --------------- | --------------- | --------------- | --------------- | --------------- | --------------- | --------------- | --------------- | --------- |
| Европа | 244 825         | 234 269         | 243 947         | 243 713         | 223 247         | 151 113         | 65 349          | 1624            | 1 408 087 |

## В автоспорте

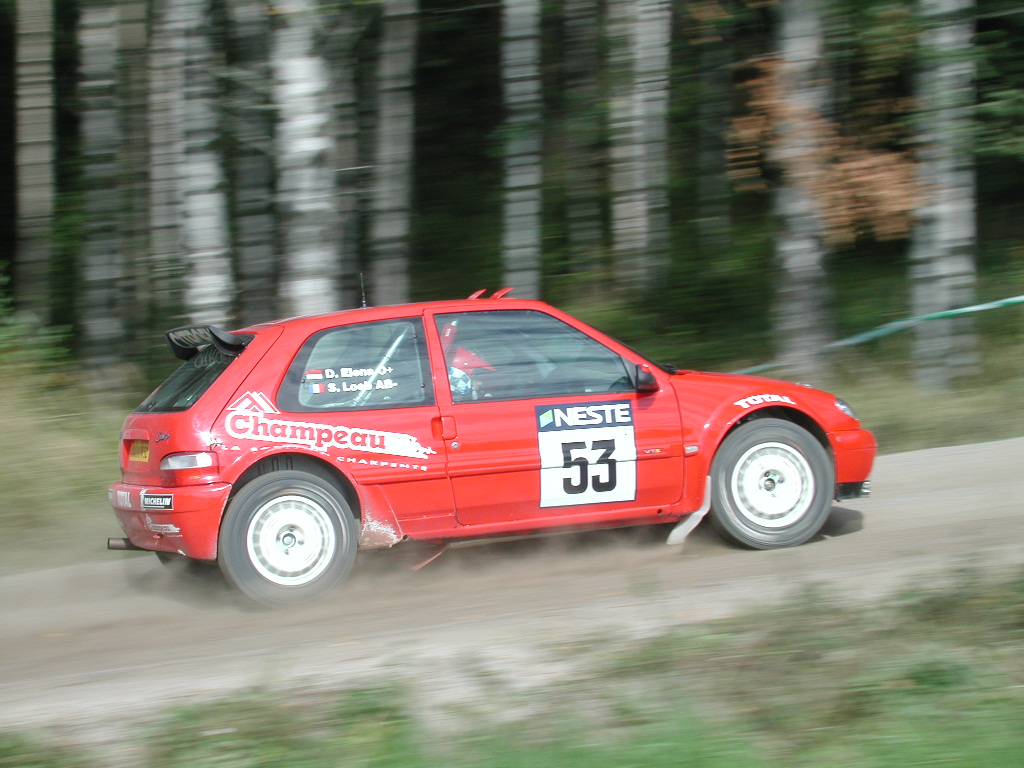
Себастьен Лёб за рулём Citroën Saxo (2001)

На базе Saxo было создано несколько подготовленных для автоспорта автомобилей. Среди них — две версии класса S1600, которые участвовали во множестве самых разных раллийных турниров, в том числе в 54 этапах чемпионата мира. Дебют состоялся на Ралли Корсики в 1997 году, а финальный заезд — на Ралли Ирландии в 2007 году. При этом Citroën Saxo S1600 считался одной из лучших машин своего класса в мире. В частности, при 12 стартах на этапах мирового первенства в зачёте Super 1600 на этой машине было одержано пять побед. В 2001 году француз Себастьен Лёб выиграл единственный розыгрыш Кубка FIA по ралли в классе Super 1600, а в следующем году испанец Даниэль Сола стал первым в истории победителем чемпионата мира по ралли среди юниоров. Всего в юниорском раллийном чемпионате мира на Saxo S1600 было выиграно 5 гонок при 16-ти стартах. Кроме того, выигран один этап чемпионата Европы по ралли в абсолютном зачёте — Rallye Rota do Vidro - Centro de Portugal 2003.
Также Citroën Saxo активно использовался в региональных автомобильных соревнованиях, прежде всего раллийных. В частности, модель взяли за основу для организации первого в России раллийного монокубка на машинах иностранного производства (стартовал в 2003 году).